# 부전호국립공원
부전호국립공원(赴戦湖国立公園)은 조선민주주의인민공화국 함경남도에 있는 국립공원이다.
공원에는 취약종인 느시의 개체가 상당수 서식하기에 버드라이프 인터내셔널은 이곳을 중요조류지역으로 식별했다.